# Agustín Sánchez Vidal
Agustín Sánchez Vidal (* 1948 in Cilleros de la Bastida) ist ein spanischer Schriftsteller und Professor für Kunstgeschichte und audiovisuelle Medien.
Sánchez Vidal wurde 1948 in dem Dorf Cilleros de la Bastida, Provinz Salamanca, geboren. Er studierte an der Universität Saragossa und verfasste 1974 seine Doktorarbeit über Miguel Hernández. Dabei sichtete er bisher nicht herausgegebene Manuskripte dieses Epigonen der Generación del 27. Ab 1980 arbeitete er mit Luis Buñuel an der Sichtung und Ausgabe seiner (Buñuels) Schriften. Seit 1991 ist er Professor für Kunstgeschichte und audiovisuelle Medien an der Universität Saragossa und schrieb Drehbücher für Film und Fernsehen. Neben mehreren Monografien zur Kunst-, Literatur- und Filmgeschichte veröffentlichte er historische Romane.

## Werke
- Buñuel, lorca, dali : el enigma sin fin. 1988.
- Sol y sombra. 1990.
- La llave maestra. 2005, deutsch: Kryptum, dtv 2006. (Mystery-Thriller vor dem Hintergrund der Inquisition.)
- Luis Bunuel. 2006.
- Nudo de sangre : el tesoro escondido de los Incas. 2008, deutsch: Quipu, dtv 2009. (Historischer Roman - wörtliche Übersetzung des Titels: „Der Blutknoten: Der versteckte Schatz der Inkas“.)

## Auszeichnungen
- 2008 Premio Primavera de Novela für Nudo de sangre
- 2016 Premio de las Letras Aragonesas für sein Gesamtwerk